# Budziszewice (Łódź)
Budziszewice is een dorp in het Poolse woiwodschap Łódź, in het district Tomaszowski (Mazovië). De plaats maakt deel uit van de gemeente Budziszewice en telt 880 inwoners.